# جاش کالیک
جاش کالیک (انگلیسی: Josh Kulick) طبل‌زن اهل ایالات متحده آمریکا است.